# Chen Yunshang
Chen Yunshang（en chino simplificado, 陈云裳; pinyin, Chén Yúnshāng, en inglés: Nancy Chan ; 10 de agosto de 1919 – 29 de junio de 2016 ), Su nombre al nacer era de Chen Minqiang，una famosa actriz china. Su marido es un médico, Tang Yuhan 汤于翰.

## Biografía
El 10 de agosto de 1919, Chen Yunshang nació en Hong Kong. Cuando era joven, ella y sus padres se mudaron a  Guangzhou. 
Ella mostraba un fuerte talento de representar en las artes escénicas, y era estudiante del maestro del drama Yi Jianquan , había estudiado Guo yu, Kunqu, Ópera de Pekín, Yueju, etc. 
En 1935, El director Su Yi de Hong Kong la invitó a hacer películas en Hong Kong. En 1936, Chen Yunshang protagonizó la película que se llama "la nueva juventud", esta película la hizo una actriz más famosa. Sólo cuatro años, filmó consecutivamente más de 20 películas en cantonés. 
En 1938, Chen Yunshang  protagonizó la película mandarín "Mulan se une al ejército " en Shanghái, se convirtió en una de las actriz más populares. 
En 1943, Chen se casó con Tang Yuhan, un médico de Shanghái. 
Posteriormente se mudaron de Shanghái a Hong Kong. Se retiró en Hong Kong en 1952.

## Anécdotas de personajes
Chen Yunshang recuerda con la amistad de Li Xianglan 李香蘭. Aunque la identidad de Li Xianglan es compleja, Chen "nunca le preguntó a Li Xianglan si era china o japonesa". Sin embargo, muchas veces Li Xianglan rechazaba los entretenimientos japoneses para proteger Chen Yunshang.

## Filmografía seleccionada
- 1935: E Panggong de fuego
- 1939: Mulan se une al ejército (película de 1939)
- 1940: Bi yu zan
- 1942: Bo ai
- 1943: Eternidad (película de 1943)

## Premios
1939  La tercera "reina del cine chino" (premio)